# 立花優美
立花 優美（たちばな ゆみ、1983年3月27日 - ）は、元日本の女性タレント。神奈川県出身。

## 人物
2004年にグリーンチャンネルに初出演して以降、競馬関連の仕事を多く担当している。2008年からは主に中央競馬のG1開催日に、地方の場外勝馬投票券発売所（WINS）で開催されるトークイベント「良馬がゆく」で、競馬評論家の原良馬のアシスタントを務めている。
2014年10月14日、自身のブログにて芸能界引退を発表。

## 所属
- フロス
- オープンステージ（? - 2012年5月）
- 草野仁事務所（2012年6月 - 2014年10月)

## 主な出演番組

### テレビ
- After Racing Cafe（グリーンチャンネル、2004年）
- ウイニング競馬（テレビ東京、2005年4月 - 2006年12月）
- Odds On TV!・アジア競馬の歩き方（グリーンチャンネル、2008年1月 - 3月）
- キングオブコント 2012 準決勝（BS-TBS、2012年9月） - 会場リポーター
- 日立 世界・ふしぎ発見!（TBS、2014年2月） - ミステリーハンターとして

### ラジオ
- チャイム!（FM NACK5、2008年4月 - 2010年3月）